# Condado Portucalense
```
   |-
       |
Erro:
:  
valor não especificado para "
nome_comum
"
```

O Condado Portucalense (868–1143) foi um condado que surge ao longo do processo de reconquista da Península Ibérica pelos cristãos e que é dissolvido com a assinatura do Tratado de Zamora. Deste nome provém o atual Portugal, pois durante a Alta Idade Média a atual Região Norte portuguesa foi denominada como Condado Portucalense, para diferenciá-la do Reino da Galiza. Houve, no atual território de Portugal, ao longo do processo de reconquista, duas entidades denominadas de Condado Portucalense ou Condado de Portucale. Em documentos coevos, o território denominava-se Portugália, sendo o condado fundado por Vímara Peres em 868, após a presúria de Portucale (o Porto). A partir de finais do século X e com Gonçalo Mendes, os condes portugueses passaram a usar o título de duques, o que poderia indicar maior importância e maior extensão territorial.
A província portucalense que correspondia sensivelmente ao Entre-Douro-e-Minho tinha inicialmente o Porto como capital, mas dada a revelia e poder dos condes de Portugal, agora duques, que ingeriam na monarquia leonesa, um deles acabou por ser regente do reino entre 999 e 1008. O condado, embora gozando de autonomia significativa, era vassalo do Reino de Leão.
O Condado Portucalense reemergiu, em 1096 pela mão de Henrique de Borgonha como oferta do rei Afonso VI de Leão pelo auxílio na reconquista de terras aos mouros, a quem deveria prestar vassalagem, tendo também recebido a mão de sua filha, a infanta Teresa de Leão. A "Terra de Portugal" foi concedida como dote hereditário de D. Teresa. Este último condado era maior em extensão e abarcava também os territórios do antigo condado de Coimbra, suprimido em 1091, partes de Trás-os-Montes e ainda do sul da Galiza, a diocese de Tui. De notar que Condado é um termo genérico para designar o território português, já que os seus chefes eram alternativamente intitulados comite (conde), dux (duque), princeps (príncipe) e até regina (rainha).

## Fundação do condado
A povoação que deu origem ao nome do condado, localizava-se junto à foz do rio Douro e tinha o nome de Portus Cale. O rei visigodo Leovigildo e seus sucessores cunharam moeda com a legenda Portucale. Forma que passou a Portugale em documentos do século VII para o VIII. O topónimo que significa "Porto de Cale", que se julga ser um nome híbrido formado por um termo latino (Portus, "porto") e outro grego (καλός; romaniz.: kalós; "belo"), donde qualquer coisa como "Porto Belo". Outra explicação é de que o nome derivaria dos povos de cultura castreja que habitariam a área de Cale nos tempos pré-romanos - os galaicos. Uma explicação alternativa é a de que o nome deriva da deusa venerada pela tribo e que poderia historicamente relacionar-se com a palavra Cailleach (definida como "deusa ancestral"), na Irlanda, numa invasão celta proveniente da Galécia e que teria nesses primórdios invadido a actual Irlanda. Uma outra teoria afirma que a palavra cale ou cala, seria celta e significava "porto", uma "enseada" ou "abrigo", e implicava a existência de um porto celta mais antigo. Ainda outra teoria propõe que Cale deriva de Caladunum.
No século I a.C., as Histórias de Salústio referem uma "Cales civitas" localizada na Galécia; Cale teria também sido conquistada por Perpena; no século IV, no "Itinerário de Antonino", fala-se de uma povoação chamada de Cale ou Calem; no mesmo século, Idácio de Chaves escreve sobre um "Portucale castrum".
Embora a existência da povoação na foz do Douro durante o período romano se encontre confirmada, o mesmo não acontece para a sua localização exacta; o Paroquial Suévico de São Martinho de Dume, estudado pelo cónego Pierre David após a sua identificação pelo também cónego Avelino de Jesus da Costa, um dos nomes mais importantes da diplomacia portuguesa, refere-se, séculos depois, a um povoado que designava como Portucale Castrum Antiquum, na margem esquerda, e outro, o Portucale Castrum Novum, na direita.
Aquando do domínio dos suevos, Portucale foi palco de vários acontecimentos, contando-se entre eles o aprisionamento de Requiário durante a invasão dos visigodos comandados por Teodorico II (457), a revolta do seu governador Agiulfo, que pretendia ser aclamado rei e foi executado, e a última batalha (585) de Andeca, último rei suevo, vencido por Leovigildo.
Quando da invasão muçulmana da península Ibérica, Portucale era já, desde a segunda metade do século VI, a sede da diocese Portucalense, e tendo por metropolita o bispo de Braga. Após a invasão, a diocese não sobreviveu, tendo sido apenas restaurada após a reconquista do Porto, em 868.

### Portucale
A reocupação e possível reconstrução ou fortificação de Portucale verificou-se após a presúria do Porto, protagonizada por Vímara Peres, em 868, vivendo o condado, a partir de então, um próspero período da sua história: daí partiu toda a acção de reorganização, bem-sucedida, e alguns casos de repovoamento, para além dos limites da antiga diocese nela sediada, quer ao norte do rio Ave, quer ao sul do rio Douro. Por esta altura, o território designava-se de Terra Portugalense ou Portugalia. Desta forma, o antigo burgo de Portucale deu o nome a um novo estado ibérico.
Paulo Merêa refere a existência de documentos comprovadamente encontrados na província de Ourense, na Galiza, nos quais surge a referência expressa a terras situadas em Portugal, ou seja, ao sul do rio Lima, e que então pertenciam, e vieram ainda a pertencer durante algum tempo, no âmbito da organização eclesiástica de Tui, repovoada durante o reinado de Ordonho I.
Apenas dez anos decorridos sobre a reconquista definitiva de Portucale tivesse sido tomada a cidade de Coimbra e erigida em condado independente às mãos de Hermenegildo Guterres em 878; a sua posição de charneira entre os mundos cristão e muçulmano permitiu uma vivência de maior paz no Entre-Douro-e-Minho, se bem que a região era alvo de incursões normandas regulares. As campanhas do Almançor, em finais do século X, porém, fizeram recuar a linha de fronteira de novo até ao Douro e o condado de Coimbra é suprimido. Na segunda metade do século XI, reconstituiu-se ao sul o condado de Coimbra, que incluía ainda as terras de Lamego, Viseu e Feira, sendo entregue ao conde ou alvazil Sesnando Davides, que conquistara definitivamente a cidade em 1064. Este condado viria mais tarde a ser incorporado no Portucalense.
Em 1065, o Condado Portucalense e a Galiza fizeram parte do território atribuído por Fernando I ao seu filho mais novo Garcia II. 

### Extinção do condado
Garcia II lutava por controlar o conde Nuno Mendes. Com a sua vitória em 1071, na Batalha de Pedroso, entre a cidade de Braga e o rio Cávado, onde derrota Nuno Mendes, Garcia passa a intitular-se "Rei de Portugal e Galiza" (Garcia Rex Portugalliae et Galleciae), o Condado Portucalense é extinto dado que os herdeiros naturais, Loba Nunes e Sesnando Davides, filha e genro do conde, que tinham o direito de herdar o título, vêem boa parte dos bens confiscados por Garcia II.
Pouco depois, em 1071, os seus irmãos Afonso VI e Sancho II tomaram o reino de Portugal e Galiza, expulsando Garcia. Na primavera seguinte, Sancho, por sua vez, expulsou Afonso, voltando a juntar os três reinos, o de Leão, o de Portugal e Galiza e o de Castela. Sancho aparece identificado como rei num documento português de 1072. Com o assassinato de Sancho, mais tarde, no mesmo ano, Afonso VI sucedeu na coroa de Leão, que abrangia os três reinos.
Afonso VI de Leão reconstituiu novamente a unidade dos Estados paternos e, quando Garcia acabou por morrer, depois de preso, em 1091, os territórios na sua posse passaram para as mãos de Raimundo de Borgonha, casado com D. Urraca. A esta altura, o vigor das investidas almorávidas recomendava a distribuição dos poderes militares, para melhor reforçar o território: um comando na zona central, entregue ao próprio rei Afonso VI, outro, não oficial, exercido por El Cid em Valência, e o terceiro a ocidente, entregue a Raimundo.

### Refundação do condado
Raimundo não conseguiu defender eficazmente a linha do Tejo — tendo já perdido Lisboa, que fora cedida aos leoneses pelo rei da Taifa de Badajoz, juntamente com Santarém, que estava também prestes a cair nas mãos dos almorávidas — e essa será uma das razões que atribuem alguns historiadores modernos à decisão tomada por Afonso VI de reforçar ainda mais a defesa militar ocidental, dividindo em duas a zona atribuída inicialmente a Raimundo, entregando a mais exposta a Henrique de Borgonha.
O conde D. Henrique, apoiado pelos interesses políticos cluniacenses, introduz-se ambiciosamente na política do Reino, conquistando poder junto das cortes. Vendo-se na condição de subordinados ao rei, os condes ou governadores tinham amplos poderes administrativos, judiciais e militares, e o seu pensamento orientava-se, naturalmente, para a aquisição de uma completa autonomia quando, no caso português, as condições lhe eram propícias.
A fim de aumentar a população e valorizar o seu território, D. Henrique deu foral e fez vila (fundou uma povoação nova) em várias terras, entre elas Guimarães, na qual fez vila de burgueses, atraindo ali, com várias regalias, muitos francos seus compatriotas.
Em Guimarães fixou D. Henrique a sua habitação, em paços próprios, dentro do castelo que ali fora edificado no século anterior. Falecido o conde D. Henrique (1112), passa a viúva deste, Teresa de Leão, a governar o condado durante a menoridade do seu filho Afonso Henriques.
Após o cerco de Coimbra e em virtude do reconhecimento pelo Papa Pascoal II, D. Teresa começa a intitular-se rainha mas os conflitos com o alto clero e sobretudo a intimidade com Fernão Peres, fidalgo galego a quem entregara o governo das áreas do Porto e de Coimbra, trouxeram-lhe a revolta dos Portucalenses e do próprio filho, sistematicamente afastados, por estranhos, da gerência dos negócios públicos.
Aos catorze anos de idade (1125), o jovem Afonso Henriques arma-se a si próprio cavaleiro — segundo o costume dos reis — tornando-se assim guerreiro independente. Em 1128, trava-se a Batalha de São Mamede (Guimarães) entre os partidários do Infante Afonso e os de sua mãe. Esta é vencida, D. Afonso Henriques toma as rédeas do condado e dá o primeiro e firme passo para a constituição do reino de Portugal.
Lutando contra os cristãos do Reino de Leão e os muçulmanos, Afonso Henriques conseguiu uma importante vitória contra os mouros na Batalha de Ourique, em 1139. Passou a intitular-se "rei dos Portugueses" a partir de 1140, e com o Tratado de Zamora de 1143 veria o seu poder legitimado. A Independência de Portugal inicia-se com a sua primeira dinastia, sendo coroado D. Afonso I.

## Condes de Portucale
Foram condes da Casa de Vímara Peres (nem sempre em linha recta, mas recorrendo às vezes à sucessão cognática):
| #  | Nome                                                                                      |  | Início do governo | Fim do governo | Notas |
| -- | ----------------------------------------------------------------------------------------- |  | ----------------- | -------------- | --- |
| 1  | Vímara Peres                                                                              |  | 868               | 873            | |
| 2  | Lucídio Vimaranes                                                                         |  | 873               | 922            | Filho de Vímara Peres. |
| 3  | Diogo Fernandes                                                                           |  | 922               | 926            | Um dos primeiros Fernandes de que há registo. Vindo do Condado de Castela, o seu último registo foi em 23 de fevereiro de 926 quando confirmou a doação do rei Ramiro a Hermenegildo Gonçalves e a sua esposa Mumadona Dias, filha de Diogo. |
| 4  | Hermenegildo Gonçalves (esposo da condessa Mumadona Dias, filha do conde Diogo Fernandes) |  | 926               | 943            | Filho de Gonçalo Betotes, depois da sua morte, a sua viúva governou o condado até 950. |
| 5  | Gonçalo Mendes                                                                            |  | 950               | 999            | Filho de Hermenegildo Gonçalves e Mumadona Dias. Em 997 intitula-se magnus dux portucalensium. |
| 6  | Mendo II Gonçalves                                                                        |  | 999               | 1008           | Filho de Gonçalo Mendes, sucedeu seu pai no governo do condado. |
| 7  | Alvito Nunes                                                                              |  | 1008              | 1016           | Descendente de Vímara Peres, governou o condado conjuntamente com Tutadona, a viúva do conde Mendo II Gonçalves. |
| 8  | Nuno Alvites                                                                              |  | 1016              | 1028           | Filho de Alvito Nunes, governou conjuntamente com a esposa, Ilduara Mendes, filha do conde Mendo II Gonçalves. |
| 9  | Mendo Nunes                                                                               |  | 1028              | 1050           | Filho de Nuno Alvites governou o condado com sua mãe Ilduara Mendes e por conta própria a partir do ano 1043. |
| 10 | Nuno Mendes                                                                               |  | 1050              | 1071           | Filho de Mendo Nunes, foi o último conde da família de Vímara Peres; derrotado pelo rei Garcia da Galiza na batalha de Pedroso. |

### Casa de Borgonha
| #  | Nome                 |  | Início do governo | Fim do governo        | Cognome(s)                         | Notas |
| -- | -------------------- |  | ----------------- | --------------------- | ---------------------------------- | --- |
| 11 | Henrique de Borgonha |  | 1096              | 1112                  |                                    | Pai de Afonso Henriques. |
| 12 | Teresa de Leão       |  | 1096              | 1128                  |                                    | Governa em conjunto com o marido, continuando sozinha o governo depois da sua morte (1112). A partir de 1116, usa o título de regina (rainha). Mãe de Afonso Henriques. |
| 13 | Afonso Henriques     |  | 1128              | 04 de outubro de 1143 | O Conquistador O Fundador O Grande | Conde de Portugal usando o título de Princeps (príncipe) depois Rei de Portugal.                                                                                        |